# Глинище (Смолевицький район)
Глинище (біл. вёска Глінышча) — село в складі Смолевицького району Мінської області, Білорусь. Село підпорядковане Жодинській сільській раді, розташоване в центральній частині області.